# (4471) Graculus
(4471) Graculus (1978 VB) – planetoida z pasa głównego asteroid okrążająca Słońce w ciągu 4,84 lat w średniej odległości 2,86 j.a. Odkryta 8 listopada 1978 roku.